# Озёрное (Нижнеомский район)
Озёрное, Озерное — деревня в Нижнеомском районе Омской области России. Входит в состав Хортицкого сельского поселения. Население 79 чел. (2010) .

## История
В соответствии с Законом Омской области от 30 июля 2004 года № 548-ОЗ «О границах и статусе муниципальных образований Омской области» деревня вошла в состав образованного Хортицкого сельского поселения.

## География
Расположен на востоке региона, в пределах Западно-Сибирской равнины.

## Население
| 2010 |
| ---- |
| 79   |

Гендерный состав
По данным Всероссийской переписи населения 2010 года в гендерной структуре населения из 79 человек мужчин — 43, женщин — 36 (54,4 и 45,6 % соответственно).
Национальный состав
Согласно результатам переписи 2002 года, в национальной структуре населения русские составляли 94 % от общей численности населения в 142 чел.

## Инфраструктура
Личное подсобное хозяйство.

## Транспорт
Просёлочные дороги.